# Carlos Acevedo (calciatore 1955)
Carlos Julio Acevedo Acevedo, noto semplicemente come Carlos Acevedo (Rocha, 10 febbraio 1955), è un ex calciatore uruguaiano, di ruolo attaccante.

## Carriera
Ha disputato due partite con la nazionale uruguaiana, entrambe nel 1980.

## Statistiche

### Cronologia presenze e reti in nazionale
| Cronologia completa delle presenze e delle reti in nazionale ― Germania Ovest | Cronologia completa delle presenze e delle reti in nazionale ― Germania Ovest | Cronologia completa delle presenze e delle reti in nazionale ― Germania Ovest | Cronologia completa delle presenze e delle reti in nazionale ― Germania Ovest | Cronologia completa delle presenze e delle reti in nazionale ― Germania Ovest | Cronologia completa delle presenze e delle reti in nazionale ― Germania Ovest | Cronologia completa delle presenze e delle reti in nazionale ― Germania Ovest | Cronologia completa delle presenze e delle reti in nazionale ― Germania Ovest |
| Data                                                                          | Città                                                                         | In casa                                                                       | Risultato                                                                     | Ospiti                                                                        | Competizione                                                                  | Reti                                                                          | Note                                                                          |
| ----------------------------------------------------------------------------- | ----------------------------------------------------------------------------- | ----------------------------------------------------------------------------- | ----------------------------------------------------------------------------- | ----------------------------------------------------------------------------- | ----------------------------------------------------------------------------- | ----------------------------------------------------------------------------- | ----------------------------------------------------------------------------- |
| 18-7-1980                                                                     | Montevideo                                                                    | Uruguay                                                                       | 0 – 0                                                                         | Perù                                                                          | Amichevole                                                                    | -                                                                             |                                                                               |
| 21-8-1980                                                                     | Montevideo                                                                    | Uruguay                                                                       | 0 – 0                                                                         | Cile                                                                          | Amichevole                                                                    | -                                                                             |                                                                               |
| Totale                                                                        |                                                                               | Presenze                                                                      | 2                                                                             |                                                                               | Reti                                                                          | 0                                                                             |                                                                               |